# کارول گریس
کارول گریس (انگلیسی: Carol Grace; ۱۱ سپتامبر ۱۹۲۴ – ۲۱ ژوئیهٔ ۲۰۰۳) هنرپیشه، پدیدآور اهل ایالات متحده آمریکا بود.
کارول گریس در لوور ایست ساید شهر نیویورک به دنیا آمد. مادرش دختر یک خانواده مهاجر یهودی اهل روسیه بود و زمانی که تنها ۱۶ سال سن داشت وی را به دنیا آورد کارول هرگز پدر خویش را نشناخت.
وی دو بار با ویلیام سارویان نویسنده برنده جایزه پولیتزر ازدواج نمود.
کارول سارویان ماتائو در روز ۲۱ ژوئیه ۲۰۰۳ در سن ۷۸ سالگی بر اثر آنوریسم مغزی درگذشت.
- آلفرد هیچکاک تقدیم می‌کند